# Баварска државна библиотека
Баварска државна библиотека, до 1919. године (лат. Biblioteca Regia Monucensis) је централна и државна библиотека слободне покрајине Баварске и уједно једна од најзначајнијих научних институција на овом подручју и шире.

## О библиотеци
Баварска државна библиотека у Минхену почела је да настаје већ средином XVI века, док је зграда у којој се налази подигнута средином XIX века. За време Другог светског рата била је потпуно уништена, али је након одређеног низа година доведена у првобитно стање.
Данас она представља једну од највећих научних библиотека на овом подручју и шире. Према свом типу спада у депозитне библиотеке и данас се ту чува више од 10 милиона књига, које се држе у затвореним магацинским просторијама. По величини заузима треће место у Немачкој, стога је уједно и једна од највећих библиотека у централној Европи.

## Историјат библиотеке

### Период оснивања
Након свог оснивања 1558. године библиотека је првобитно била смештена у своду канцеларије Старог војводског двора у Минхену. Премештена је тек 1571. године након формирања Антикваријума у Старој резиденцији, а затим поново враћена у Стари двор 1599. године. Библиотеку је основао немачки војвода Albrecht V (1528-1579) након што је од аустријског канцелара Johanna Аlbrecht-a (1506-1557) купио приватну библиотеку која је чинила почетни фонд његове дворске библиотеке. Она је обухватала око 300 рукописа из области медицине и природних наука. Војвода је 1571. године купио још једну колекцију књига од Johanna Jakoba Fugger-a (1516-1575) која је садржала више од 10.000 томова. Fugger је, осим ове, поседовао и колекцију рукописа и инкунабула лекара Hartmanna Schedel-a (1440-1514), која је заправо била једна од најбогатијих хуманистичких приватних библиотека тог доба. О колекцији се старао библиотекар Wolfgang Prommer који је публикације каталогизирао према кључним речима и алфабету, а за првог библиотекара постављен је Aegidius Oertel из Нирнберга 1561. године.
Већ почетком XVII века библиотека је располагала са колекцијом од око 17.000 томова, да би се тај број до краја XVIII века увећао готово четири пута. Услед секуларизације почетком XIX века забележен је пораст фонда за преко пола милиона књига и око 18.000 рукописа. Библиотека се тада знатно повећала и такође напредовала у квалитету свог фонда, те је постала једна од најзначајнијих библиотека у Европи, одмах после Националне библиотеке у Паризу. У то време издала је и свој штампани каталог рукописних књига у 15 свезака, а за унапређивање тих каталога био је задужен Johann Schmeler.
Године 1827. Friedrich von Gärtner (1791-1847) израдио је план за изградњу засебне репрезентативне зграде ове дворске библиотеке. Сви пројекти и нацрти зграде били су урађени до 1832. године, па је средином године започето зидање, а као место подизања велелепне грађевине одређена је Лудвигова улица (Ludwigstraße). Библиотека је завршена 1843, након 11 година изградње, а назив Баварска библиотека носи тек од 1919. године. Камене фигуре грчких научника на спољном степеништу урадио је Ludwig von Schwanthaler. Чине их Аристотел, Хомер, Тукидид и Хипократ, а грађанима су познате као „Четири свеца три краља“. Упркос великим штетама које је библиотека претрпела у Другом светском рату, фигуре ова четири великана данас су оригиналне репродукције различитих уметника.
- Аристотел
- Хомер
- Тукидид
- Хипократ

### Библиотека у XX веку
Током Другог светског рата библиотека је претрпела велика разарања. Управо је то био најтежи период који је ова библиотека имала. Један део фонда је спасен, међутим велики број публикација био је спаљен. Како би се публикације сачувале фондови су пресељени на чак 28 места на простору Баварске државе, где су били и допуњени. Већ 1946. године, по завршетку рата, започета је реконструкција зграде обновом западног крила које је било потпуно уништено. Године 1966. библиотека је проширена зградом у којој је била смештена Општа читаоница која 1997. године бива адекватно модернизована са преко 400 места за своје кориснике.
Комплетна рестаурација библиотеке завршена је 1970. године инаугурацијом јужног крила које је за време рата било потпуно уништено, а до данас је набављен само један део књига које су биле уништене за време рата.
Ову библиотеку, данас, драгоценом чини и велики број средњевековних рукописа које поседује, што је посебно интересантно страним истраживачима. Највреднији рукопис јесте Златни рукопис (Kodeks aureus) који потиче из IX века, затим кодекс Ханса као и Нибелушки рукопис. Познато је још и да библиотека у свом фонду од 1689. године чува највећи оригинални део Српског псалтира из XIV века.

## Задаци библиотеке
Задаци Баварске државне библиотеке огледају се у томе да она као централна и државна библиотека свим својим корисницима пружа на располагање адекватну библиотечку грађу, читаоницу, као и све битне информације неопходне њеним посетиоцима. Од 1663. године има право легалног депоновања баварских публикација и одговорна је за њихово дугорочно архивирање чинећи их доступним корисницима, а чак четвртина од свих издања Баварске државе шаље се у Баварску државну библиотеку. 
Од 1999. године библиотека је специјализована, као ауторитет, за све послове баварског библиотечког система укључујући све планове и активности у библиотечком сектору па је стога и одговорна за функционисање библиотекарства у Баварској. Има изузетно развијену међународну сарадњу и заступљена је у великом броју међународних пројеката.
Библиотека сакупља сва писана и издана дела на простору Немачке државе, било немачких или иностраних аутора, као и публикације на немачком језику издате ван граница Немачке државе. Такође набавља и разноврсну научну литературу из целог света. Поседује богату колекцију од преко 10 милиона публикација, па када би се поређале једна до друге, попут домина, простирале би се до дужине од чак 300 km. Сва дела произведена на простору Баварске државе шаљу се у ову библиотеку. Многи водичи за путовања, кувари, дневне новине и разни романи такође су на располагању њеним корисницима. 
Као једна од шест библиотека чланица које стварају дистрибуирану виртуелну библиотеку Немачке, Баварска државна библиотека одговорна је за дела штампана у периоду од 1450. до 1600. године. Уједно је и седиште центра за дигитализацију у Минхену, врши надзор над прикупљањем публикација и сарађује у управљању заједничким корпоративним подацима.